# Zuzana Belohorcová
Zuzana Belohorcová (ur. 24 lutego 1976 w Bratysławie) – słowacka prezenterka telewizyjna.
Ukończyła studia w Akademii Muzycznej w Bratysławie w klasie opery i fortepianu. W wieku 22 lat rozpoczęła pracę w słowackiej telewizji STV jako prezenterka pogody. Następnie rozpoczęła pracę w TV Markíza, gdzie również informowała o warunkach atmosferycznych. Przez 3 lata prowadziła również program erotyczny. W 2003 r. zaczęła być gospodarzem podobnego programu w czeskiej TV Nova. W tym samym czasie rozpoczęła studia na Uniwersytecie Konstantyna Filozofa w Nitrze (media, komunikacja społeczna, reklama). W 2005 r. prowadziła reality show Big Brother w TV Markíza. Okazjonalnie zajmuje się również pozowaniem do zdjęć (m.in. sesje zdjęciowe dla Playboya, Maxima). Zagrała jedną z drugoplanowych ról w filmie M. Šindelka Zostanie to między nami.